# Gynoplistia (Gynoplistia) luteoannulata
Gynoplistia (Gynoplistia) luteoannulata is een tweevleugelige uit de familie steltmuggen (Limoniidae). De soort komt voor in het Australaziatisch gebied.